# Clément Dhainaut
Pour les articles homonymes, voir Dhainaut.
Clément Dhainaut (né le 22 janvier 1997 à Troyes) est un athlète français, spécialiste du 800 mètres.

## Biographie
Il est sacré champion de France élite du 800 mètres en salle en 2017 et 2018.

## Palmarès
- Championnats de France d'athlétisme en salle :
  - vainqueur du 800 m en 2017 et 2018
  - troisième du 800 m en 2019

- Champion de France junior du 800 m en 2015
- Champion de France cadet en 2014

## Records
| Épreuve | Épreuve   | Performance   | Lieu      | Date            |
| ------- | --------- | ------------- | --------- | --------------- |
| 800 m   | Plein air | 1 min 47 s 37 | Marseille | 16 juin 2018    |
| 800 m   | Salle     | 1 min 48 s 92 | Reims     | 31 janvier 2017 |